# Tableau (statistique)
Pour les articles homonymes, voir Tableau.

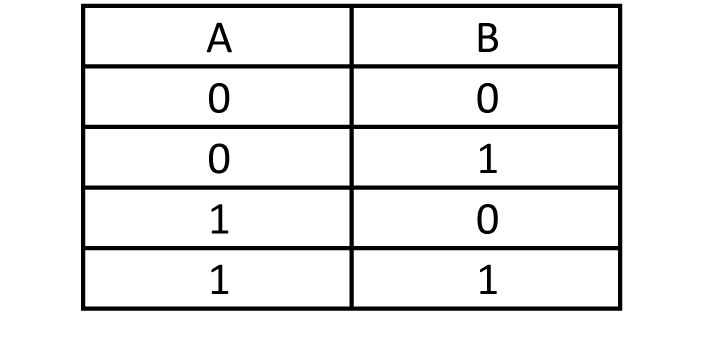
Exemple de tableau de statistiques.

En statistique, un tableau est une méthode permettant de visualiser des données. Il peut être aussi bien utilisé pour représenter des données brutes que des résultats statistiques. 